# Tchapinius malaisei
Tchapinius malaisei is een hooiwagen uit de familie echte hooiwagens (Phalangiidae).